# Folkets Park (Malmo)
Folkets park  (literalmente: Parque popular) é um parque de diversões situado na cidade de Malmö, na província histórica da Escânia, na Suécia. Foi inaugurado em 1891, por iniciativa do movimento operário sueco.

## Galeria

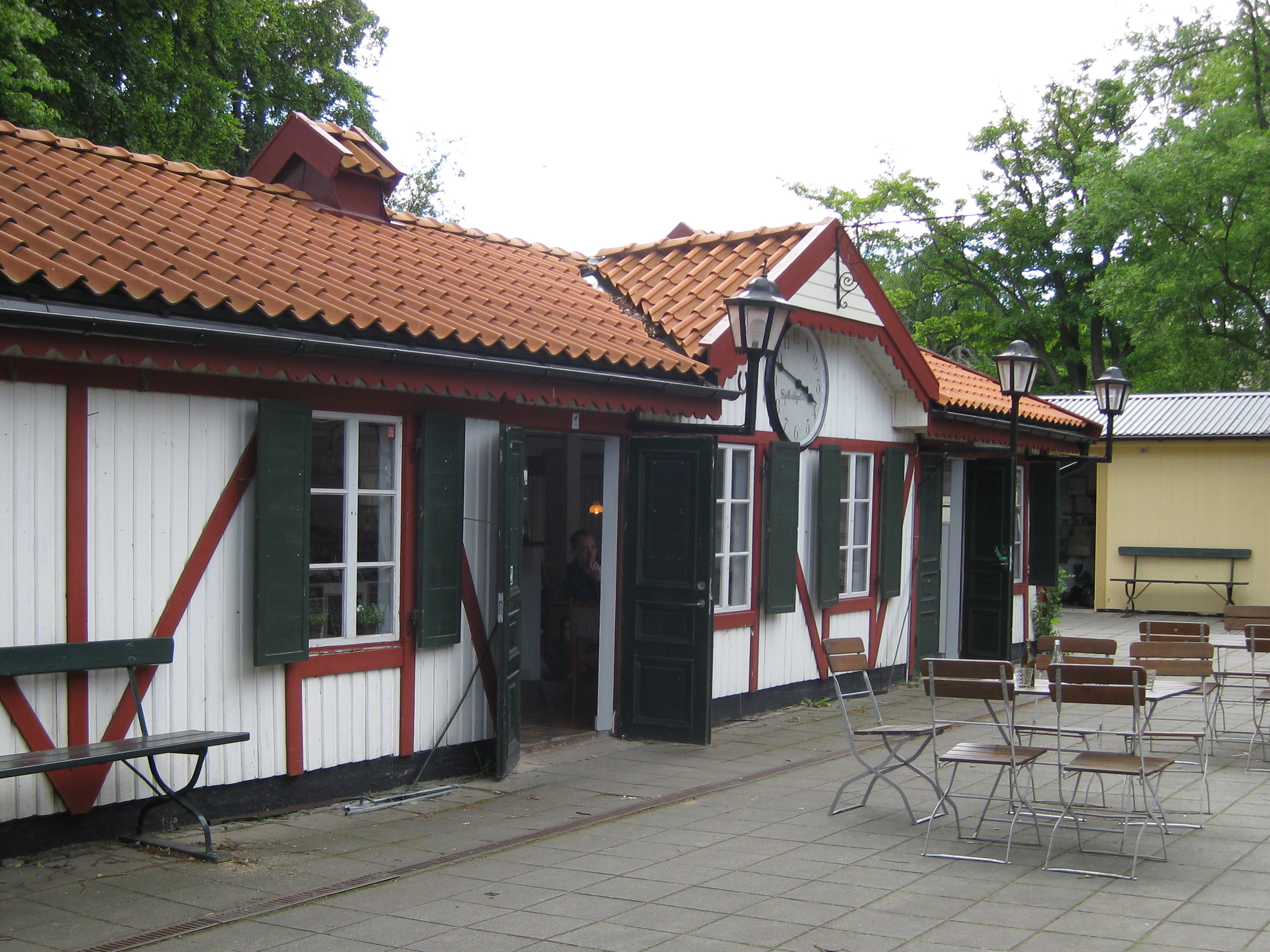
Far i Hatten
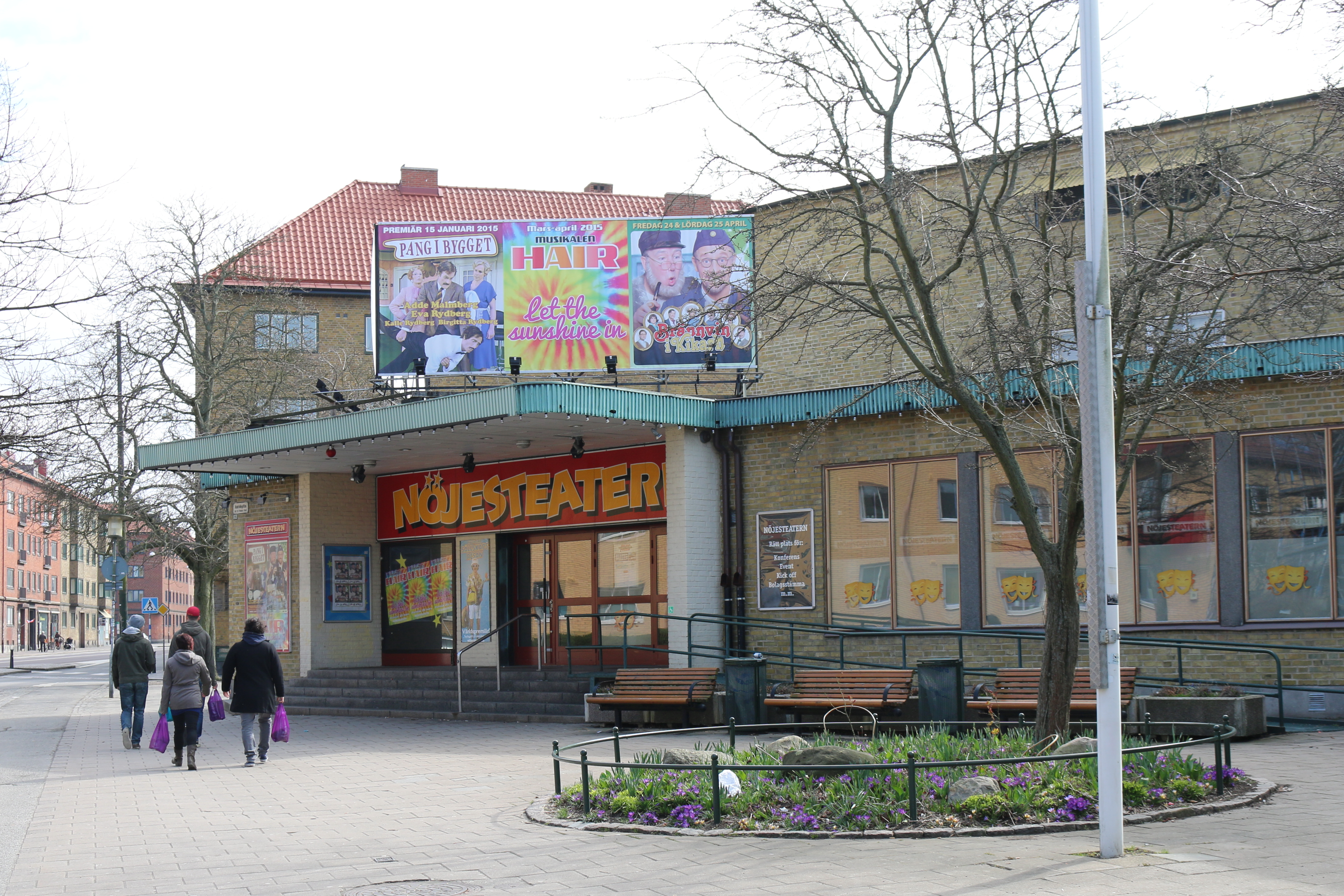
Nöjesteatern (Teatro de diversão)
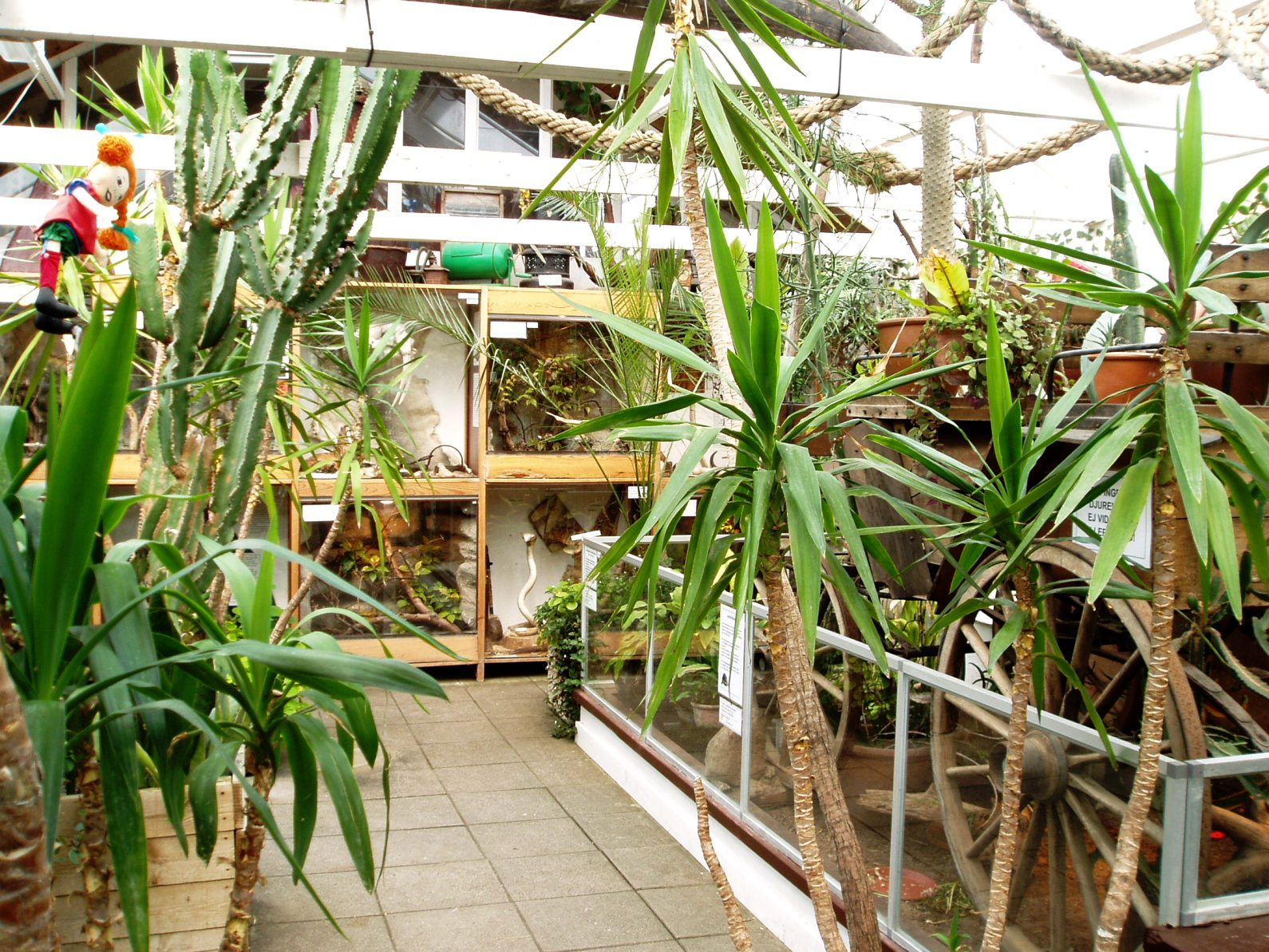
Centro de Répteis de Malmö